# First and Last and Always
First and Last and Always – debiutancki album zespołu The Sisters of Mercy wydany 11 marca 1985, przez własne wydawnictwo Merciful Release (we współpracy dystrybucyjnej z WEA). Album został określony przez jego głównego twórcę Andrew Eldritcha jako "kilka przyzwoitych piosenek, ale wątpliwej produkcji".
Wszyscy muzycy, oprócz lidera Andrew Eldritcha, opuścili zespół po zakończeniu trasy koncertowej promującej album.
Odnowiona wersja albumu, oparta na drugiej generacji taśm i zawierająca remixy autorstwa Andrew Eldritcha została wydana w roku 1992. Pierwotnie była przeznaczona na rynek japoński. Pomimo to wielu fanów uważa pierwotne wersje za lepsze. 
Pomimo ustawicznych sprzeciwów samego Eldritcha w szufladkowaniu jego muzyki jako "Gotyk", First and Last and Always jest stale uznawana za kanon rocka gotyckiego a w grudniu 1999, magazyn "Q" umieścił ten album na liście "najlepszych albumów gotyckich wszech czasów".
Utwór "Amphetamine Logic" jest przemianowany na płycie na "Logic", ze względu na naciski ze strony wydawnictwa WEA. Wytwórnia twierdziła, że użycie słowa "Amphetamine" spowoduje niemożność sprzedaży bezpośredniej tego albumu. Zespół zdecydował się ulec tym naciskom ze względu na możliwe opóźnienia w wydaniu oraz trudności które mógłby spowodować protest. W wydaniu z 2006 roku przywrócono oryginalny tytuł "Amphetamine Logic".

## Lista utworów
(wszystkie teksty autorstwa Andrew Eldritcha oprócz opisanych inaczej)
1. "Black Planet" (muzyka: Hussey) – 4:27
2. "Walk Away" (muzyka: Hussey) – 3:20
3. "No Time to Cry" (muzyka: Adams, Marx, Hussey) – 3:54
4. "A Rock and a Hard Place" (muzyka: Hussey) – 3:36
5. "Marian (version)" (muzyka: Hussey) – 5:37
6. "First and Last and Always" (muzyka: Marx) – 3:58
7. "Possession" (muzyka: Hussey, Eldritch, Adams) – 4:36
8. "Nine While Nine" (muzyka: Marx) – 4:07
9. "Amphetamine Logic" (muzyka: Marx) – 4:46
10. "Some Kind of Stranger" (muzyka: Marx) – 7:16

### Utwory bonusowe na reedycji z 2006 roku
1. "Poison Door" (słowa i muzyka: Marx) - 3:41
2. "On the Wire" (muzyka: Andrew Eldritch) - 4:21
3. "Blood Money" (sporne) - 3:13
4. "Bury Me Deep" (muzyka: Andrew Eldritch) - 4:43
5. "Long Train" (muzyka: Andrew Eldritch) - 7:30
6. "Some Kind of Stranger (Early Version)" (muzyka: Marx) - 8:38

Na oryginalnym singlu 7" lub 12" utwór "Blood Money" jest opisany jako Hussey/Eldritch, co jest odwróceniem normalnego porządku rzeczy, gdyż oznaczałoby to, że słowa są autorstwa: Husseya, muzyka: Eldritcha.

## Twórcy
- Andrew Eldritch – śpiew
- Wayne Hussey – gitara, śpiew
- Gary Marx – gitara
- Craig Adams – gitara basowa
- Doktor Avalanche (automat perkusyjny) – perkusja